# Cantó de Neuf-Brisach
El cantó de Neuf-Brisach (alsacià kanton Nej-Brisàch) és una divisió administrativa francesa situat al departament de l'Alt Rin i a la regió del Gran Est També forma part de la primera circumscripció de l'Alt Rin.

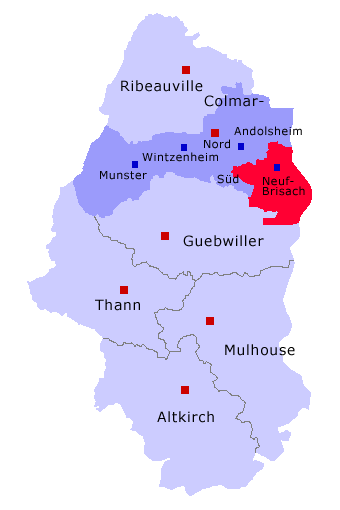
representació del cantó de Neuf-Brisach al districte de Colmar i al departament de l'Alt Rin

## Composició
El cantó aplega 16 comunes :
| Nom alsacià  | Nom francès  | Nom alemany  |
| Àlgelse      | Algolsheim   | Algolsheim   |
| Àppewihr     | Appenwihr    | Appenweier   |
| Bàlgäu       | Balgau       | Balgau       |
| Biese        | Biesheim     | Biesheim     |
| Dassene      | Dessenheim   | Dessenheim   |
| Geisswàsser  | Geiswasser   | Geiswasser   |
| Haitre       | Heiteren     | Heiteren     |
| Hetteschlàg  | Hettenschlag | Hettenschlag |
| Logele       | Logelheim    | Logelheim    |
| Nàmbse       | Nambsheim    | Nambsheim    |
| Nej-Brisàch' | Neuf-Brisach | Neu-Breisach |
| Owersààse    | Obersaasheim | Obersaasheim |
| Vogelgrien   | Vogelgrun    | Vogelgrün    |
| Volgelse     | Volgelsheim  | Volgelsheim  |
| Wackelse     | Weckolsheim  | Weckolsheim  |
| Wolfgàntze   | Wolfgantzen  | Wolfganzen   |

## Conseller general de l'Alt Rin
- 2001- : Hubert Miehe, PS
- 1995-2001: André Sieber, UDF
- 1982-1995: Gilbert Meyer, RPR